# 揖斐川
揖斐川（いびがわ）は、岐阜県から三重県へと流れる木曽川水系の一級河川である。いわゆる木曽三川の1つに数えられる。

## 地理

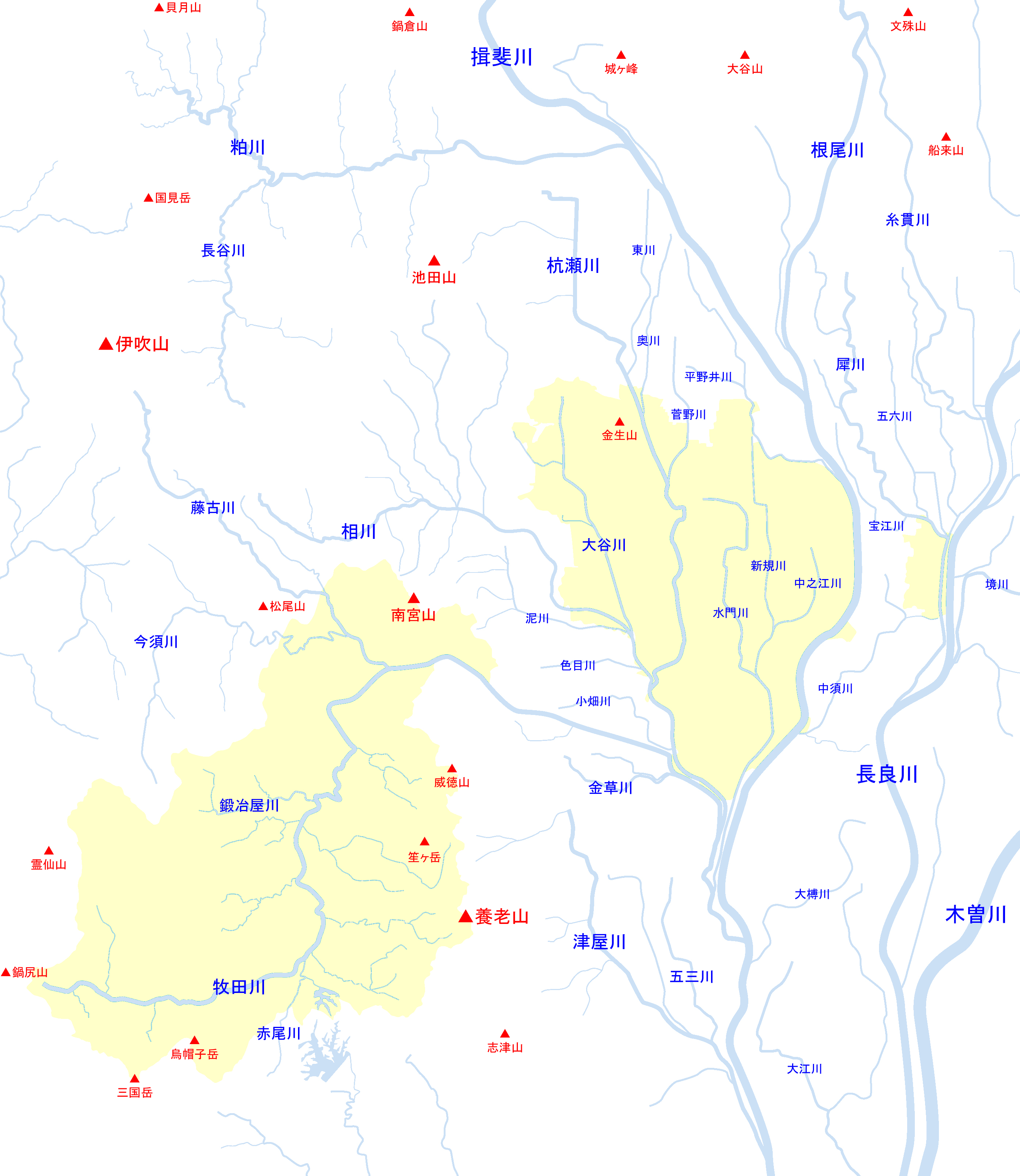
大垣市周辺河川の位置関係図

岐阜県揖斐郡揖斐川町の冠山に源を発し、岐阜県内の福井県や滋賀県との県境付近から集水しながら、おおむね南流している。途中、一部で木曽川、長良川と平行して流れ、河口附近の三重県桑名市で長良川と合流し、そのまま伊勢湾に注ぐ。下流部は愛知県との県境に近いものの、愛知県内には入らない。元々は大垣市内を南北に流れる杭瀬川が揖斐川の本流だったが、戦国時代の1530年に発生した大洪水で呂久川と呼ばれていた現在の揖斐川筋に流れが変わり、今日に至っている。

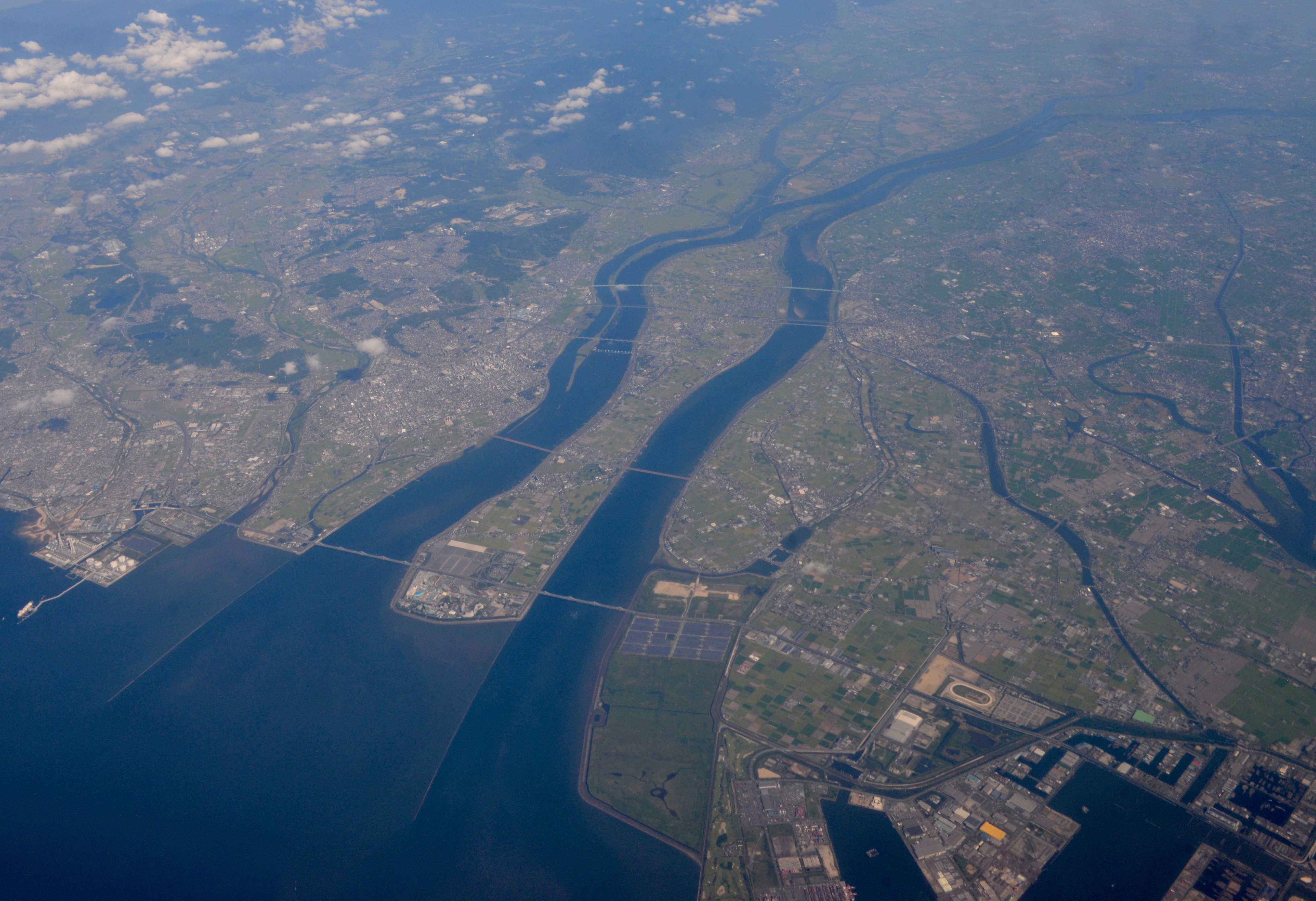
伊勢湾の最深部と、長良川（奥）・木曽川（手前）河口部の空撮写真。揖斐川は長良川の途中に見える細い陸地の左側。

### 大規模改修工事

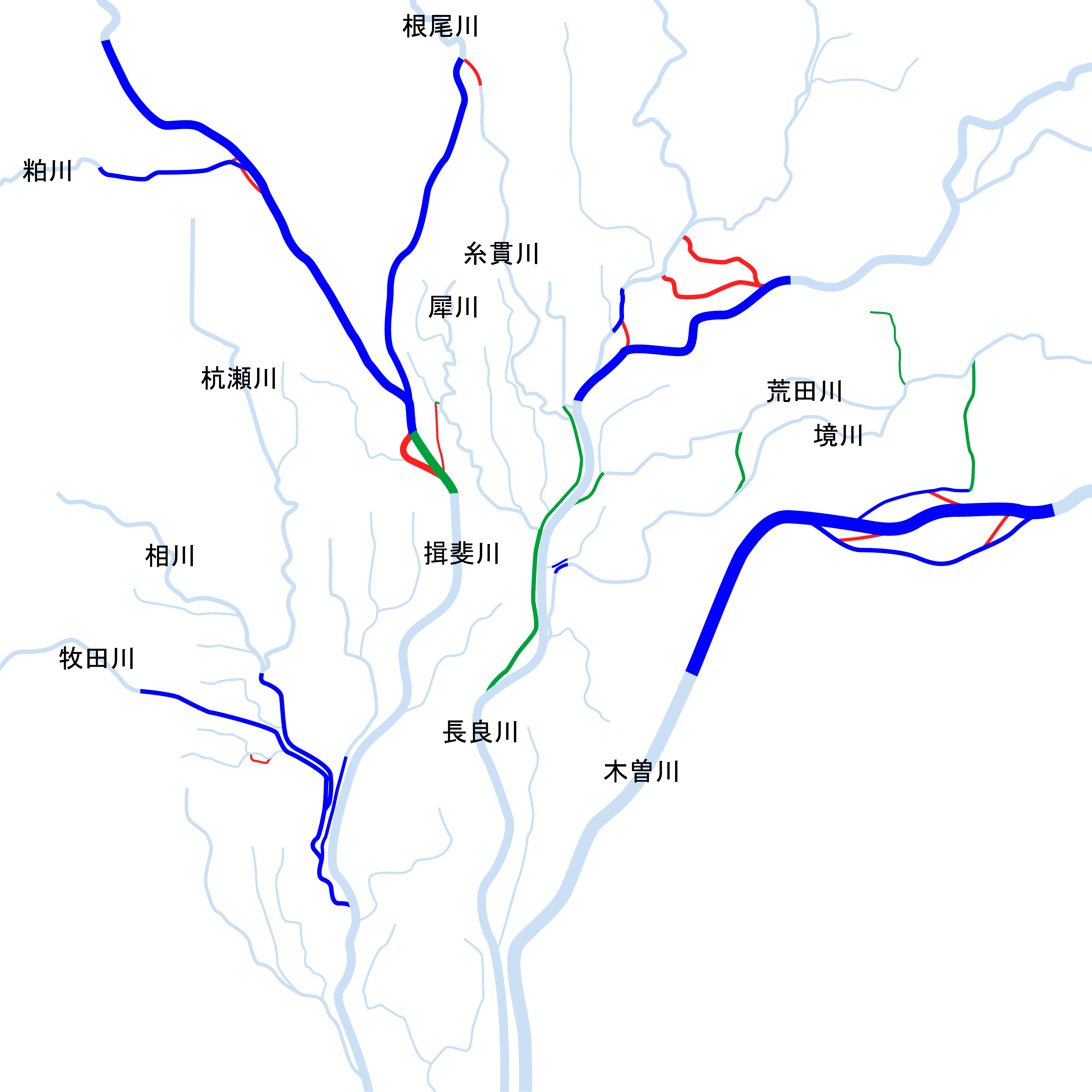
木曽川上流改修工事前後の河道比較。青線部が拡幅・線形改善などが行われた箇所、緑線部が新規開削箇所、赤線部が廃川など。

揖斐川はかつて下流域で木曽川・揖斐川と合流・分流を繰り返していた。江戸時代の宝暦治水で長良川・木曽川との間に大榑川洗堰や油島締切堤が建造されたのに続き、明治の木曽三川分流工事で木曽川本川とは完全に流路が分けられるが、現在でも揖斐川は「木曽川水系の支流」と位置づけられている。また、木曽三川分流工事では岐阜県と三重県の県境付近にあった派川の香取川が廃川となった
木曽三川分流工事後も揖斐川右岸の支川を主として河床上昇が進行しており、水害が絶えなかった。大正から昭和にかけての木曽川上流改修工事では揖斐川本川とともに粕川・牧田川などの右岸支川および根尾川でも改修工事が行われた。

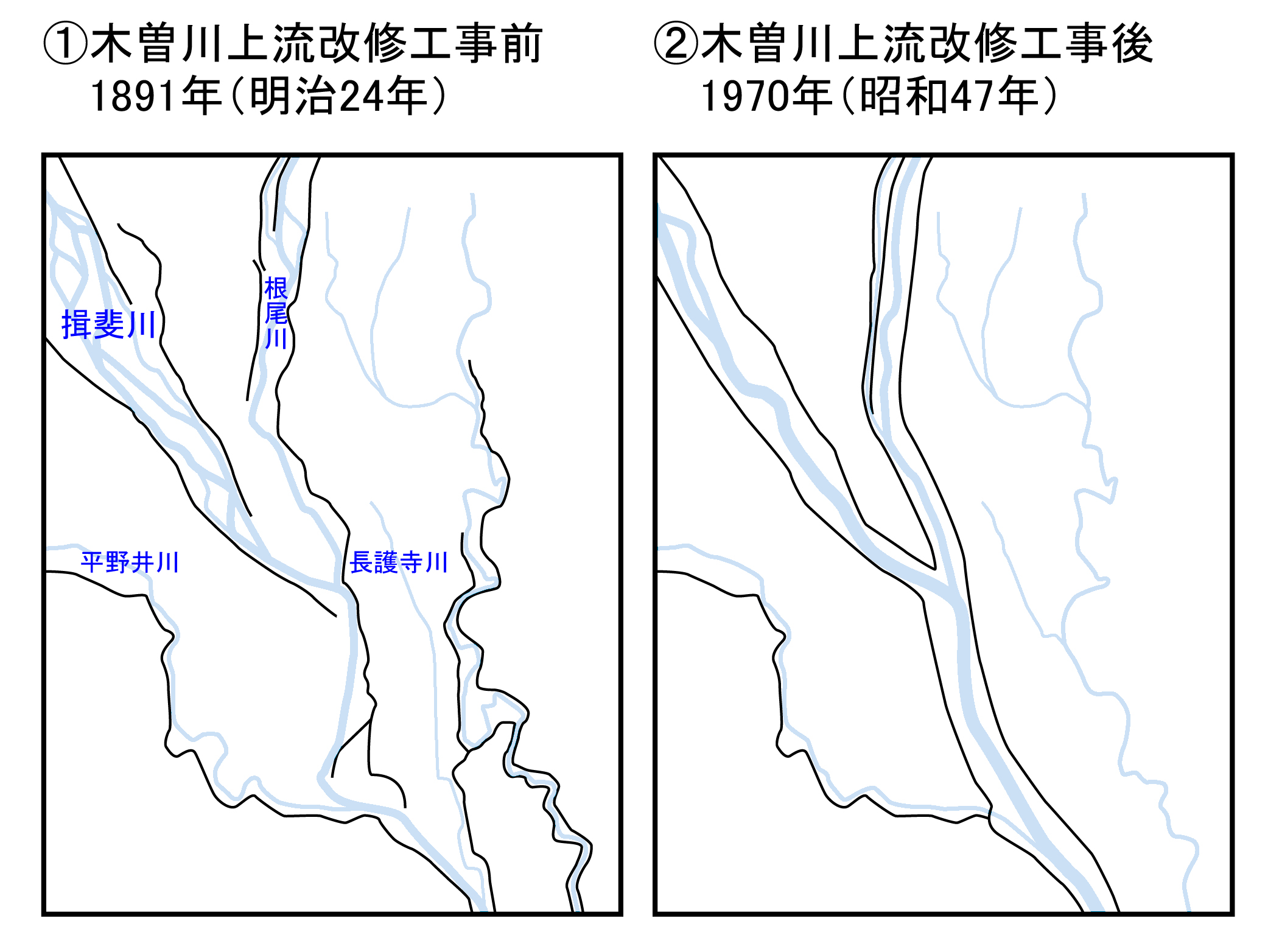
木曽川上流改修工事前後の比較

## 語源
揖斐荘（現揖斐川町）を貫流して流下する河川として名付けられたと考えられている。「揖斐」は大昔、水田へ水を引く「井樋」（イビ）から名付けられたと見られる。

## 流域の自治体
- 岐阜県
  - 揖斐郡揖斐川町、池田町、大野町、安八郡神戸町、瑞穂市、大垣市、安八郡安八町、輪之内町、養老郡養老町、海津市
- 三重県
  - 桑名市

## 主な災害
- 1965年9月15日 - 四〇・九風水害により、揖斐郡久瀬村、藤橋村（いずれも現揖斐川町）で氾濫が発生し、多数の被害が出た[5]。

## 主な河川施設
- 揖斐川本川
  - 徳山ダム（ロックフィルダム、独立行政法人水資源機構） 揖斐川町
  - 杉原取水堰（コンクリート堰、イビデン株式会社・東横山発電所） 揖斐川町
  - 横山ダム（中空重力式コンクリートダム、国土交通省中部地方整備局） 揖斐川町
  - 久瀬ダム（重力式コンクリートダム、中部電力株式会社） 揖斐川町
  - 西平ダム（重力式コンクリートダム、中部電力株式会社） 揖斐川町
  - 岡島頭首工（可動堰、西濃用水土地改良区連合） 揖斐川町
- 根尾川
  - 金原ダム（重力式コンクリートダム、中部電力株式会社） 本巣市
- 根尾東谷川
  - 上大須ダム（ロックフィルダム、中部電力株式会社） 本巣市
- 坂内川
  - 神岳ダム（重力式コンクリートダム、イビデン株式会社・川上発電所） 揖斐川町
  - 川上取水堰（石張りコンクリート堰、イビデン株式会社・広瀬発電所） 揖斐川町

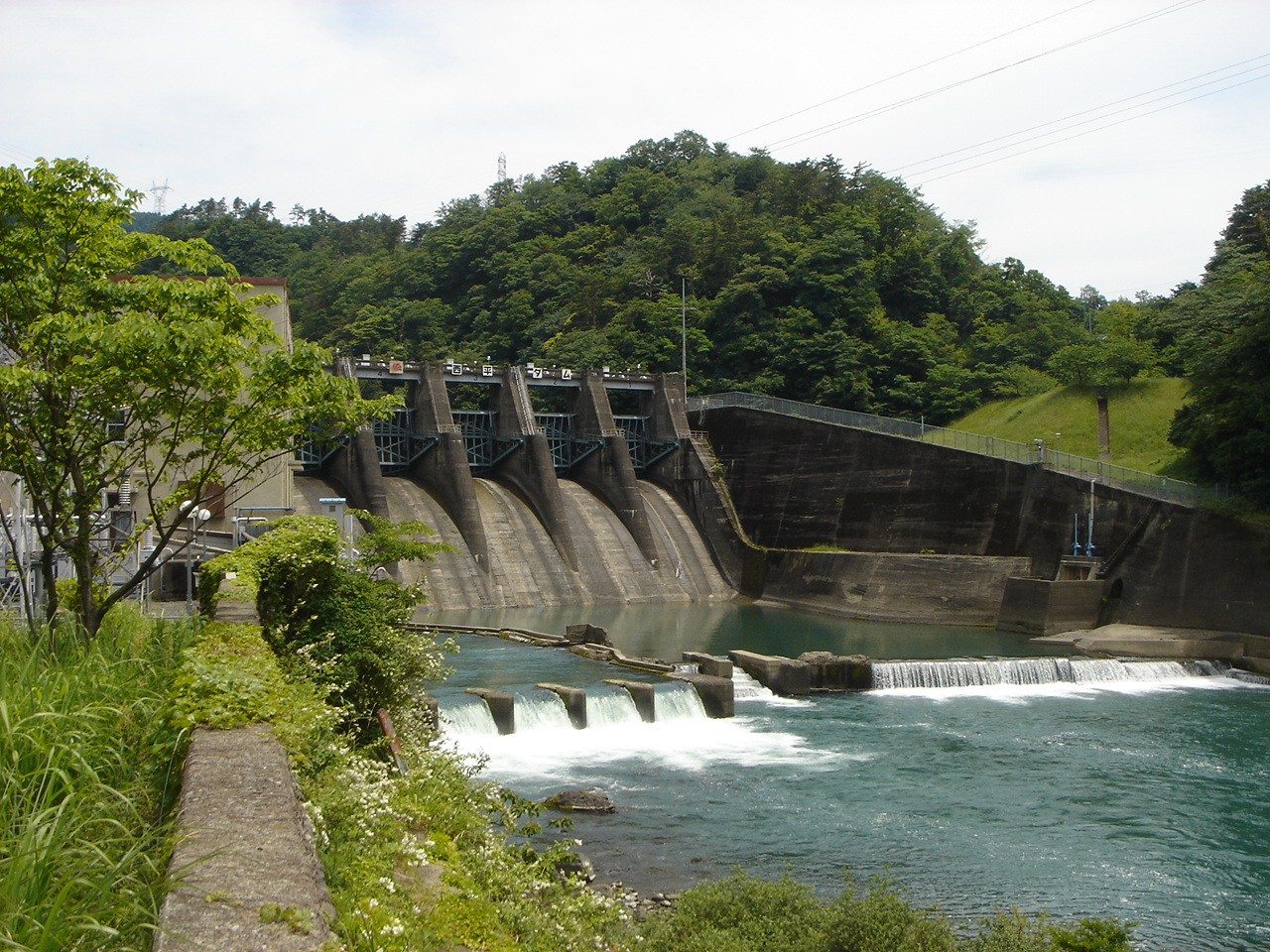
西平ダム
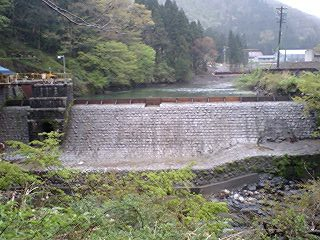
川上取水堰

## 文化

### 揖斐川は方言の境界線
- 下流域では揖斐川を挟んで、三重県の旧桑名市が近畿方言（京阪式アクセント）と岐阜・愛知方言（東京式アクセント）、三重県の旧桑名郡長島町（東京式アクセント）の境界線である。
- 中流域の大垣市内では、1530年の大洪水まで揖斐川の本流であった杭瀬川を挟んで住民の話す言葉のアクセントが異なっており、杭瀬川以東は東京式アクセント、杭瀬川以西の地域は垂井式アクセント及び京阪式アクセントである。

### 関連作品
- 『ほたるのふる里』

2003年にリリースされた石原詢子の楽曲。歌詞に揖斐川が登場する。石原は本作品の表題曲『ふたり傘』で第54回NHK紅白歌合戦に出場した。